# لما عازر
لُما عازَر (؟) كاتبة أطفال أردنية. تخرجت من الجامعة الأردنية وحصلت على البكالوريوس في اللغة الإنجليزية وآدابها. عملت مترجمة مدة ثم تابعت تعليمها في الفنون البصرية، وبعد تجربتها في الأمومة دخلت أدب الأطفال. تعمل معلمة فنية وهي رسامة محترفة ولها العديد من القصص، نشرت ضمن سلسلة «أنا مميز» لدار أشجار.

## سيرتها
حصلت لما عازر على البكالوريوس في اللغة الإنجليزية وآدابها من الجامعة الأردنية. وبعد تخرجها عملت في الترجمة ثم عادت إلى الجامعة فدرست الفنون البصرية. وانضمت إلى الدورات المنفصلة في الفن الرقمي والخط العربي، والرسم الكلاسيكي. تعمل معلمة فنية وتدرس فنون الخزف في دورات أو من خلال برنامج «عناقيد الإثراء» في مدرسة أطفالها. وهي رسامة محترفة وتعمل أحيانًا في النحت. 

هي أم لثلاثة أطفال ولقد ألهمت وأدخلتها تجربتها الشخصية في الأمومة إلى أدب الأطفال من خلال سلسلة «أنا مميز» لدار أشجار. ساهمت في برنامج «اكتب» لمؤسسة محمد بن راشد آل مكتوم. وعملت أيضًا مديرة قسم الفنون البصرية في مركز هيا الثقافي.

## أدبها
تكتب عازر للأطفال خاصة ما قبل المراهقة. تتمحور موضوعاتها حول تنشئة الطفل العاطفية والنفسية، وتعمل على تعزيز القيم الضرورية الإيجابية. صرحت نفسها في 2009 إن «إلهامي ينبثق من اعتقاد شخصي بأن الطفل الذي يحب ويقبل ويقدر ذاته هو طفل يحيا حياة سعيدة وواثقة، وتحدوه رغبة في التعلم والابتكار وتحقيق الهدف. وبالتالي، فالأطفال الذين لديهم هذه الصفات هم نسبيا أكثر تقبلا للآخرين، وأكثر تفهما وكرماً وسعادة ويتميز التعامل معهم بالسهولة. علاوة على ذلك، فأنا عازمة على مواصلة الإضافة لهذه السلسلة عبر التركيز على تلك المفاهيم.» تتبنى في كتبها أسلوباً بسيطاً يمكن للأطفال فهمه بسهولة. غالبًا ما تستخدم التكرار لإقناع الأطفال. بالإضافة إلى ذلك، يساعد استخدامها الشعر والإيقاع على تبسيط الأفكار وغرس الموضوع في ذاكرة الطفل.

## جوائزها وتكريمها
- 2011: دخلت كتابها «يا ليتني بطاطا» ضمن قائمة أفضل 100 كتاب في معرض «مائة كتاب وكتاب للأطفال» بتنظيم مؤسسة «أنا ليندا».[7]
- 2018: دخلت كتابها « أمي طويلة ... طويلة» ضمن القائمة الأولية والنهاية لجائزة اتصالات لكتاب الطفل.[8]

## مؤلفاتها
من قصصها من سلسلة «أنا مميز» لدار أشجار:
- «يا ليتني بطاطا»، 2009 (ردمك 9789948153863)
- «كُركُش»، 2009 (ردمك 9789948153856)
- «أنا رسمت النقطة»، 2009 (ردمك 9789948153887)
- «أحبني أحبني»، 2009 (ردمك 9789948153870)
- «بيتي»، 2017 (ردمك 9789957539528)
- «أمي طويلة ... طويلة»، 2019 (ردمك 9789957539726)
- «قرية الأنوف الحمراء»، 2019 (ردمك 9789957539689)
- «إفرست – تحقيق الحلم»، 2019 (ردمك 9789923120378)
- «سأكون على ما يرام»، 2020 (ردمك 9789923120552)

ولها أيضًا:
- «مثل أوراق الشجر»، 2015 (ردمك 9786144421482)